# Uroleucon tucumani
Uroleucon tucumani är en insektsart som först beskrevs av Essig 1953.  Uroleucon tucumani ingår i släktet Uroleucon och familjen långrörsbladlöss. Inga underarter finns listade i Catalogue of Life.